# Ель-Ваджх
Ель-Ваджх або Ель-Ваджг (араб. الوجه) — місто на північному заході Саудівської Аравії на узбережжі Червоного моря. Місто розташоване у провінції Табук. Ель-Ваджх є одним з найбільших міст провінції Табук з населенням 50 тис. осіб станом на 2013 рік.

## Географія
Населення Ель-Ваджха становить 50 тис. осіб. Рибальство є основним заняттям та економічним промислом місцевих жителів. Поблизу міста є аеропорт Ель-Ваджх. Місто має тісні транспортні контакти з містом Табук.

### Клімат
Місто знаходиться у зоні, котра характеризується кліматом тропічних пустель. Найтепліший місяць — серпень із середньою температурою 29.4 °C (85 °F). Найхолодніший місяць — січень, із середньою температурою 18.9 °С (66 °F).
| Клімат Ель-Ваджха       | Клімат Ель-Ваджха | Клімат Ель-Ваджха | Клімат Ель-Ваджха | Клімат Ель-Ваджха | Клімат Ель-Ваджха | Клімат Ель-Ваджха | Клімат Ель-Ваджха | Клімат Ель-Ваджха | Клімат Ель-Ваджха | Клімат Ель-Ваджха | Клімат Ель-Ваджха | Клімат Ель-Ваджха | Клімат Ель-Ваджха |
| Показник                | Січ.              | Лют.              | Бер.              | Квіт.             | Трав.             | Черв.             | Лип.              | Серп.             | Вер.              | Жовт.             | Лист.             | Груд.             | Рік               |
| Абсолютний максимум, °C | 32                | 33                | 37                | 40                | 42                | 47                | 42                | 42                | 40                | 40                | 38                | 33                | 47                |
| Середній максимум, °C   | 22                | 23                | 25                | 28                | 30                | 31                | 32                | 32                | 31                | 30                | 27                | 25                | 28                |
| Середня температура, °C | 18                | 19                | 21                | 24                | 26                | 28                | 28                | 29                | 28                | 26                | 23                | 20                | 25                |
| Середній мінімум, °C    | 14                | 15                | 17                | 20                | 22                | 24                | 25                | 26                | 24                | 22                | 19                | 16                | 20                |
| Абсолютний мінімум, °C  | 6                 | 7                 | 8                 | 12                | 16                | 20                | 20                | 21                | 17                | 16                | 12                | 7                 | 6                 |
| Норма опадів, мм        | 30                | 20                | 0                 | 0                 | 0                 | 0                 | 0                 | 0                 | 0                 | 0                 | 0                 | 10                | 60                |
| Днів з опадами          | 3                 | 2                 | 1                 | 1                 | 0                 | 0                 | 0                 | 0                 | 0                 | 0                 | 1                 | 1                 | 9                 |
| Вологість повітря, %    | 55                | 60                | 60                | 60                | 65                | 75                | 75                | 75                | 75                | 70                | 60                | 55                | 65.4              |
| ----------------------- | ----------------- | ----------------- | ----------------- | ----------------- | ----------------- | ----------------- | ----------------- | ----------------- | ----------------- | ----------------- | ----------------- | ----------------- | ----------------- |
| Джерело: Weatherbase    |                   |                   |                   |                   |                   |                   |                   |                   |                   |                   |                   |                   |                   |

## Історія
Місто було останнім воєнним пунктом османської армії у Хіджазі під час Першої світової війни. Ель-Ваджх був одним з основних пунктів арабського повстання 1916—1918 років. У 1917 році сили принца Фейсала захопили місто і використовували його як базу операцій з атак на Хіджазьку залізницю.